# Список замків Північної Македонії
Цей список включає в себе основні, найвціліліші, замки та фортеці на території сучасної Північної Македонії, колишньої Югославської республіки, часів середньовіччя.

## Основний список
| Зображення | Назва                               | Оригінал назви          | Дата будівництва      | Місцезнаходження                                                                     | Спорудник                                                    | Інші відомості |
| ---------- | ----------------------------------- | ----------------------- | --------------------- | ------------------------------------------------------------------------------------ | ------------------------------------------------------------ | --- |
|            | Велеська фортеця                    | мак. Велешка тврдина    | ранньоримський період | 2 км південніше міста Велес                                                          |                                                              | Фортеця у формі п'ятикутника використовувалася для оборони акрополя 80×100 м на пагорбі «Кале».                                                                                       |
|            | Вініцька фортеця                    | мак. Виничко кале       | середина І тис. н. е. | Місто Вініца                                                                         |                                                              | Міститься на лівому березі р. Ґрдечка, на пагорбі заввишки 400 м над рівнем моря. Нинішні руїни займають площу 2,5 га. 1978 тут було знайдено 5 теракотових іконографічних пластинок. |
|            | Маркови Кулі                        | мак. Markovi Kuli       | ХІІІ-XIV ст.          | На північному заході від міста Прилеп на кам'янистому пагорбі з крутими схилами      | Ще в Х ст. на цьому місці звели укріплення візантійці.       | Раніше на цьому місці існувало античне поселення Керамія. У добу Середньовіччя тут був розташований палац сербського короля Вукашина Мрнявчевича та його сина Марка.                  |
|            | Маркови Кулі                        | мак. Markovi Kuli       | Х-ХІІІ ст.            | На відстані 4,5 км на південний схід від центру Скоп'є, на східному боці гори Водно. |                                                              | Сучасна назва походить від імені короля Марка Мрнявчевича. У ХІІІ столітті фортеця мала назву «Чрнче».                                                                                |
|            | Маркова фортеця (Фортеця «Марково») | мак.Марково Кале        | пізньоантичний період | біля селищ Маркова Сушица та Малчиште, муніципалітет Студєнічані                     |                                                              | Мала нерегулярну чотирикутну форму розміром 105×85 м. За часів середньовіччя фортецю перебудували, всередині спорудили церкву.                                                        |
|            | Замок Самуїла                       | мак. Самуилова тврдина  | IV ст. до н. е.       | біля селищ Орашко та Собрі, муніципалітет (община) Валандово                         | Можливо Філіпп II Македонський, відновлена Самуїлом в ХІ ст. | Укріплення вперше згадує Тіт Лівій, датує його ІІІ ст. до н. е. та розміщує у місті Ліхнідос.                                                                                         |
|            | Фортеця Скоп'є                      | мак. Скопско кале       | VI ст. н. е.          | Скоп'є                                                                               | Юстиніан I, розбудову продовжено впродовж Х-ХІ ст.           | Фортецю зведено з жовтого вапняку та травертину на місці Римського поселення Скупі.                                                                                                   |
|            | Замок Собрі (Фортеця Орашко)        | мак. Орашко Кале        | пізньоантичний період | біля селищ Орашко та Собрі, муніципалітет (община) Валандово                         |                                                              | Замок захищав акрополь (0,8 га), на місці якого відомі знахідки кераміки, залізних виробів та монет IV—VI ст. н. е.                                                                   |
|            | Стенчевський замок                  | мак. Стенчевска тврдина | 6100 р. до н. е.      | селище Стенче, муніципалітет (община) Брвеніца                                       |                                                              | На території замку знайдено унікальний жертовник культурної групи Анзабегово — вршнічка.                                                                                              |
|            | Фортеця Струмиця (Царські вежі)     | мак. Струмичко Кале     | ХІ ст. н. е.          | МІсто Струмиця                                                                       |                                                              | Нині фортеця лежить в руїнах, помітні залишки чотирьох веж та 4 мурованих стін. |